# Cladiella humesi
Cladiella humesi is een zachte koraalsoort uit de familie Alcyoniidae. De koraalsoort komt uit het geslacht Cladiella. Cladiella humesi werd in 1974 voor het eerst wetenschappelijk beschreven door Verseveldt. 